# Nazim Süleymanov
Nazim Hacıbaba oğlu Süleymanov (ur. 17 lutego 1965 w Sumgaicie, Azerbejdżańska SRR) – azerski piłkarz, grający na pozycji napastnika, reprezentant Azerbejdżanu, trener piłkarski.

## Kariera piłkarska

### Kariera klubowa
Wychowanek klubów Awtomobilist Mingeczaur. W 1983 rozpoczął karierę piłkarską w Neftçi PFK, występującej w Wyższej Lidze ZSRR. W 1990 przeszedł do Spartaka Moskwa, ale nie zagrał żadnego meczu i na początku następnego roku przeniósł się do Spartaka Władykaukaz. W 1997 roku odszedł do Żemczużyny Soczi, w której w 2000 zakończył karierę piłkarską.

### Kariera reprezentacyjna
W latach 1992–1998 wystąpił w 24 meczach reprezentacji Azerbejdżanu i strzelił 5 goli.

## Kariera trenerska
Po zakończeniu kariery piłkarskiej rozpoczął pracę trenerską. W 2000 prowadził Żemczużynę Soczi. Przed rozpoczęciem sezonu 2004/2005 objął stanowisko głównego trenera klubu Xəzər Lenkoran, ale już w październiku 2004 został zwolniony przez niezadowalające wyniki. W maju 2007 wyznaczony na stanowisko trenera skauta reprezentacji Azerbejdżanu. W latach 2009–2011 trenował Olimpik-Şüvəlan Baku, a od 26 października 2013 do 8 stycznia 2014 Neftçi PFK.

## Sukcesy i odznaczenia

### Sukcesy klubowe
- mistrz Rosji: 1995
- wicemistrz Rosji: 1992, 1996

### Sukcesy indywidualne
- wybrany do listy 33 najlepszych piłkarzy roku w Rosji: Nr 3 (1992, 1993)
- rekordzista w ilości strzelonych goli w wyższej lidze dla Ałanii Władykaukaz - 60 goli.

### Odznaczenia
- tytuł Mistrza Sportu ZSRR